# Мало Градишће
Мало Градишће (хрв. Malo Gradišće) је насељено место у општини Цестица, Вараждинска жупанија, Хрватска.

## Историја
До територијалне реорганизације у Хрватској било је у саставу старе општине Вараждин.

## Становништво
У попису становништва из 2011. године, Мало Градишће је имало 124 становника.
| Број становника према пописима | Број становника према пописима | Број становника према пописима | Број становника према пописима | Број становника према пописима | Број становника према пописима | Број становника према пописима | Број становника према пописима | Број становника према пописима | Број становника према пописима | Број становника према пописима | Број становника према пописима | Број становника према пописима | Број становника према пописима | Број становника према пописима | Број становника према пописима |
| ------------------------------ | ------------------------------ | ------------------------------ | ------------------------------ | ------------------------------ | ------------------------------ | ------------------------------ | ------------------------------ | ------------------------------ | ------------------------------ | ------------------------------ | ------------------------------ | ------------------------------ | ------------------------------ | ------------------------------ | ------------------------------ |
| 1857                           | 1869                           | 1880                           | 1890                           | 1900                           | 1910                           | 1921                           | 1931                           | 1948                           | 1953                           | 1961                           | 1971                           | 1981                           | 1991                           | 2001                           | 2011                           |
| 73                             | 89                             | 85                             | 98                             | 102                            | 121                            | 135                            | 140                            | 144                            | 178                            | 161                            | 156                            | 129                            | 109                            | 105                            | 124                            |

Напомена: До 1900. исказивано под именом Градишће.